# CMASA C.S.15
Dimensions
Le Cmasa C.S. 15 ou Corsa Stiavelli 15 ou Stiavelli CS.15 était en 1940 un projet d'avion de record qui ne fut jamais construit en raison des événements de la guerre. Conçu par l'ingénieur Lucio Lazzarino, cet avion devait être construit chez Costruzioni Meccaniche Aeronautiche SA (CMASA), une filiale de Fiat située à Pise.
Cet avion devait utiliser le moteur Fiat AS.8, un moteur d'avion de compétition à 16 cylindres en V refroidi par liquide. Produit par Fiat à Turin sur la base d'une conception des ingénieurs Fessia et Bona, ce moteur était capable de délivrer une puissance de 2250 ch.

## Conception et développement
Le projet, baptisé Corsa Stiavelli 15, était dirigé par le responsable du bureau technique de la CSAMA, Manlio Stiavelli. Le général U. Savoja pour le compte de Fiat et le général Mario Bernasconi au nom de la Regia Aeronautica supervisaient le projet.
L'avion fut conçu par l'ingénieur Lucio Lazzarino pour voler à plus de 800 km/h et battre le record du monde de vitesse appartenant à Fritz Wendel, avec une vitesse de 755.138 km/h sur un Messerschmitt Me 209 (V1) le 26 avril 1939.
La conception du moteur commença en octobre 1939 avec les ingénieurs Tranquillo Zerbi, père du Fiat AS.6, et Carlo Felice Bona. À la mort de Zerbi, celui-ci fut remplacé par l'ingénieur Antonio Fesia chargé du développement d'une version à usage militaire, le Fiat A.38. Le nouveau moteur Fiat AS.8 était l'évolution du Fiat AS.6 qui avait été montée sur le Macchi-Castoldi MC72, l'avion du record de Francesco Agello à 709,209 km/h.
L'AS.8 était un moteur 16 cylindres à deux rangées opposées de 8 cylindres à 45°. Ce moteur pouvait atteindre la puissance de 2250 ch à 3200 tr/min pour faire tourner deux hélices coaxiales contrarotatives.
Le 10 juin 1940, lors de l'entrée en guerre de l'Italie, une cellule pour les tests statiques en soufflerie était pratiquement terminée, évaluant la vitesse de pointe de l'avion à 850 km/h.
En raison de la guerre les travaux de développement se poursuivirent avec de grands ralentissements. Le CS.15 fut endommagé par plusieurs raids aériens effectués peu de temps avant l'armistice du 8 septembre 1943. L'usine fut alors réquisitionnée par les Allemands provoquant la dispersion des travaux effectués jusque-là.
Certaines sources estimèrent qu'un prototype de l'avion fut rapporté en Allemagne, mais en réalité l'avion a bel et bien disparu.
Un exemplaire du moteur Fiat AS.8 ayant survécu à la guerre est présenté au Musée historique de l'aviation de Vigna di Valle.

## Technique

### Cellule
Conçu pour permettre une vitesse de pointe de 850 km/h, l'avion était petit et léger. Sa structure entièrement en bois était recouverte de feuilles de duralumin. La section avant très réduite embarquait deux hélices coaxiales bipales contrarotatives de 2,20 m de diamètre.
Le cockpit était placée tout à l'arrière, relié à la base avant de la dérive verticale. Le poids à vide estimé du CS.15 n'était que de 1910 kg, alors que son poids total était de 2270 kg, avec une autonomie en vol de seulement 30 minutes.

### Moteur

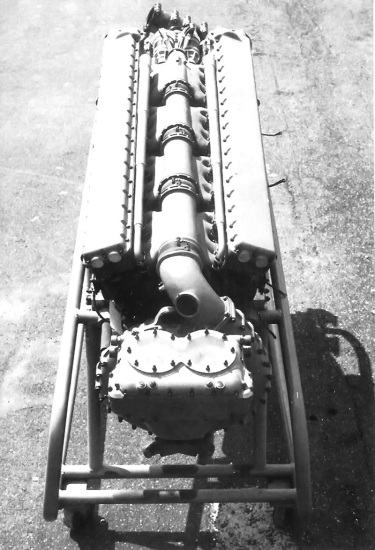
Vue arrière du Fiat AS.8

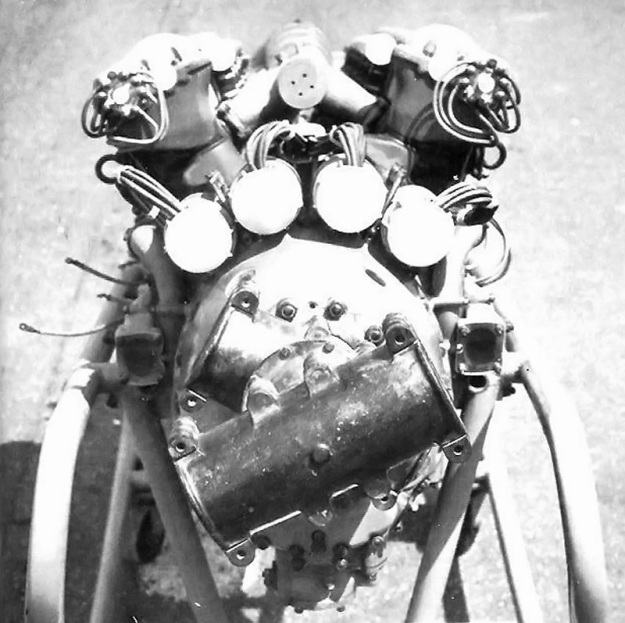
Vue avant du Fiat AS.8

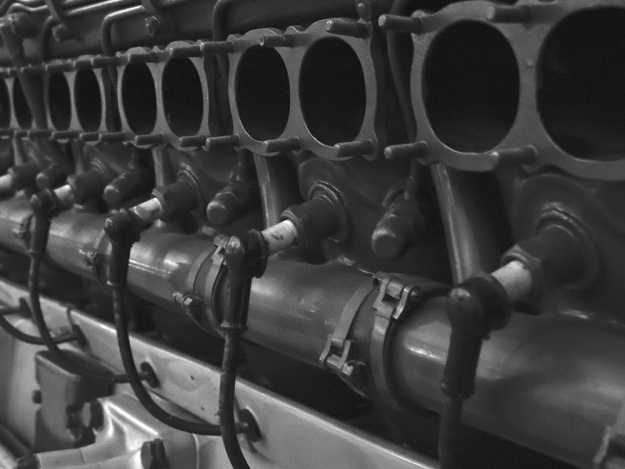
Sorties échappement Fiat AS.8

Le moteur était un 16 cylindres en deux groupes de 8 cylindres disposés en V avec un angle de 45°. Des engrenages contrôlaient la distribution vers l'unité de réduction. Le moteur avait une section frontale minimale inférieure au Fiat AS.6 qui l'avait inspiré. Le compresseur développait une pression maximale de 1350 mmHg, assez similaire à celui monté sur le précédent AS.6 dont il avait presque la même cylindrée unitaire. L'alésage n'était que de 2 millimètres de plus que sur l'AS.6, et par conséquent les pistons, les bielles, les soupapes, ainsi que le système de carburant étaient très semblables.
Le boîtier réducteur était connecté à deux hélices contrarotatives, avec un mouvement contrôlé par un seul réducteur à double sortie, contrairement à l'AS.6 équipé d'hélices contrarotatives indépendantes, avec un mouvement qui provenait de deux arbres d'entraînement en tandem.
Le vilebrequin de l'AS.8 était conçu en un seul bloc avec 8 paliers pour empêcher les oscillations. Avec un si long vilebrequin, les engrenages qui contrôlaient la distribution étaient prévus à proximité de la boîte de vitesses, où l'oscillation était maximale.
Lors des essais au banc effectués au début des années 1940, le moteur fut testé pendant des dizaines d'heures à haute vitesse sans aucun problème. Bien qu'il ait été évalué pour une puissance maximale d'environ 2000 ch, il pouvait fournir jusqu'à 2500 ch à 3200 tr/min, la pression effective moyenne étant de 18,35 kg/cm 2 contre 16,8 pour AS.6 à 3100 tr/min. L'AS.8 démontra une robustesse exceptionnelle avec plus de 10 heures de fonctionnement ininterrompu, alors que l'AS.6 ne pouvait supporter qu'une heure comme limite d'utilisation maximale. Ce moteur atteignait un rapport puissance/poids de 1 ch/kg, une valeur jamais atteinte à l'époque par aucun moteur.

### Systèmes et installations
Le refroidissement était très particulier car il utilisait les ailes comme surface d'échange thermique. L'huile moteur l'était par un refroidissement de surface à l'arrière de la queue de l'avion.
Le C.S.15 avait une aile elliptique avec une ouverture de seulement 9,00 m et une longueur de seulement 8,91 m. Un simple train d'atterrissage trapézoïdal rétractable était installé dans le fuselage avec un patin rétractable à l'arrière.

## Articles associés
- Payen PA-22